# Philippe de La Noye
 (juillet 2017).
Philippe de La Noye, que l'on trouve sous la forme Philip Delano, né le 7 décembre 1602 à Leyde (Provinces-Unies) et mort le 22 août 1681 à Bridgewater, dans le Massachusetts (Nouvelle-Angleterre), est un des passagers du 'Fortune' qui arriva à Plymouth en 1621, où Philippe avait alors 19 ans.
Suite à la conversion d'un de  ses ancêtres au protestantisme, une branche avait migré aux Pays-Bas, avant que le jeune Philippe migre sur le territoire actuel des États-Unis. La famille de riches drapiers 'De La Noye' était originaire de la ville de Lannoy, près de Tourcoing, dans l'ex-territoire des Pays-Bas espagnols aujourd'hui le 'Nord', région des Hauts-de-France.
Il est à noter que le général de Gaulle, né à Lille avait aussi une grand-mère née Delannoy, Julia Delannoy.

## Biographie
Fils des huguenots wallons Jean de La Noye et de Marie Le Mahieu, mariés à Leyde le 13 janvier 1596, il émigre, pour des raisons religieuses, au sein de la colonie de Plymouth en Nouvelle-Angleterre , ayant embarqué sur le Fortune qui aborda Plymouth le 9 novembre 1621.
En 1634, il épouse Hester Dewsbury (1613 – avant 1653) dont il a six enfants.
Il participe à la construction de routes et de ponts. Par la suite, il sert en 1637 durant la guerre des Pequots contre les Indiens et participe à la fondation de Dartmouth avec une trentaine de colons vers 1652. Puis il y achète auprès du chef indien Massasoit, 800 acres de terres, qu'il léguera avant sa mort à son plus jeune fils Jonathan.
Après la mort de sa première épouse, il se remarie en 1653 avec Mary Pontus Glass qui lui donne quatre autres enfants. Il est donc père de dix enfants. Et il aura de nombreux descendants dont deux présidents américains ː Ulysses Grant, vainqueur de la guerre de sécession et Franklin Delano Roosevelt (1932-1945).
Il meurt en 1681 à Bridgewater dans le Massachusetts.
Il est le fondateur de la famille américaine  Delano qui donnera entre autres :
- Calvin Coolidge, président des États-Unis ;
- Columbus Delano, homme d'État et juriste ;
- Diane Delano, actrice ;
- Jane Delano, fondatrice de l'infirmerie de la Croix-Rouge américaine ;
- Franklin Delano Roosevelt (fils de Sara Ann Delano), président des États-Unis (1932-1945), seul président élu 4 fois président.
- Ulysses S. Grant, président des États-Unis ;
- Robert Redfield (1897-1952), anthropologue ;
- Robert Redford, acteur ;
- Alan Shepard (1923-1998), astronaute et l'un des premiers à marcher sur la Lune (1971).